# Universitätsroman
Ein Universitätsroman oder Campus-Roman (engl. campus novel) ist ein Roman, dessen Handlung hauptsächlich auf dem Gelände einer Universität und in deren Umgebung angesiedelt ist und Einblicke in den Universitäts- und akademischen Wissenschaftsbetrieb gibt, oft in kritischer, teils auch satirischer Absicht. Das Genre kam in den 1930er Jahren im angelsächsischen Sprachraum auf.

## Beispiele
Bekannte Universitätsromane sind Aufruhr in Oxford (Gaudy Night) von Dorothy L. Sayers (1935), The Groves of Academe von Mary McCarthy (1952), Glück für Jim von Kingsley Amis, Anglo-Saxon Attitudes von Angus Wilson (1956), Changing Places (1975), Small World (1984) und Nice Work (1988) von David Lodge, The History Man von  Malcolm Bradbury (1975), Todas las almas (1989; dt.: Alle Seelen oder die Irren von Oxford bzw. Alle Seelen) von Javier Marías und On Beauty (2005; dt.: Von der Schönheit) von Zadie Smith.
Bekannte deutschsprachige Universitätsromane sind:  
- Follens Erbe. Eine deutsche Geschichte (1986) von Michael Zeller
- Der Campus (1995) und Der Zirkel (1998) von Dietrich Schwanitz
- Die Erzählung 10:9 für Stroh (1998) von Eckhard Henscheid
- Berliner Aufklärung (1994) von Thea Dorn
- Die Festschrift (2004) von Werner Zillig
- Hier kommt Michelle (2010) von Annette Pehnt

Als Vorläufer des deutschsprachigen Universitätsromans wurde Die verlorene Handschrift von Gustav Freytag (1864) bezeichnet.
Aufruhr in Oxford (Gaudy Night) von Dorothy L. Sayers lässt sich außerdem dem Genre des Campus-Krimis zuordnen. Ein tiefer Fall (2013) von Bernhard Kegel ist ein Wissenschafts-, aber auch ein Campuskrimi. Ein skandinavischer Universitätsroman mit Elementen des Kriminalromans ist De beste blant oss (2006; dt.: Nur die Stärksten überleben. Ein Campusroman) der Norwegerin Helene Uri.

## Rezeption
Der Literaturkritiker Terry Eagleton führt den Erfolg der britischen Universitätsromane auf eine allgemein zwiespältige Haltung gegenüber Intellektuellen zurück. Intellektuelle würden als etwas finster, unangepasst und unkonventionell wahrgenommen, die damit eine Gefahr für das "normale" bürgerliche Leben darstellen. Diese Angst kann dadurch entschärft werden, dass man sie als weltfremd, schlecht gekleidet und machtlos darstellt. Dies spiegelt die britische Vorliebe für harmlosen fadenscheinigen Amateur-Humanismus ("muddling through") gegenüber einen effizienten, aber als entfremdend empfundenen Professionalismus wider.